# Johannes Pääsuke
Johannes Pääsuke, né le 30 mars 1892 à Tartu et mort le 8 janvier 1918 à Orcha (actuelle Biélorussie), est un photographe et cinéaste estonien.

## Biographie

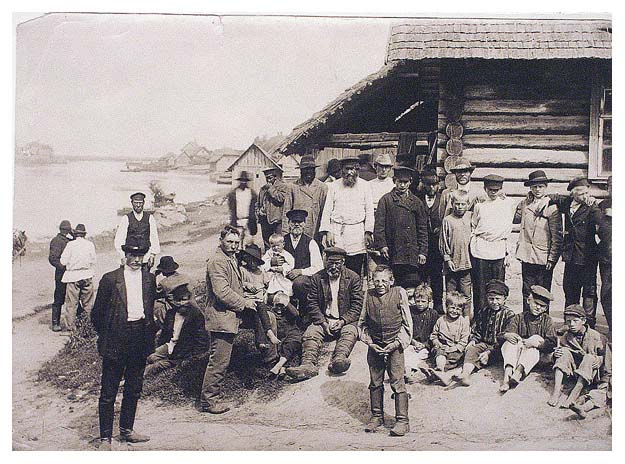
Photo de paysans prise par Johannes Pääsuke.

Johannes Pääsuke naît le 30 mars 1892 à Tartu. Son père est un commerçant prospère et sa mère femme au foyer. Pääsuke s'est intéressé à la photographie à l'âge de 15 ans.
Il a travaillé comme photographe au Musée national estonien et s'est consacré à capturer la vie quotidienne des Estoniens au XXe siècle. Du 10 juin au 29 juillet 1913, il effectue un voyage pour compléter la collection photographique du musée. L'itinéraire partait de Narva et se terminait à Muhu. 317 photos ont été prises lors de ce voyage. En outre, il réalisa des films ethnographiques pour le musée national.
Il réalisa plus de 2 000 photos et travailla aussi pour des productions cinématographiques, surtout pour des documentaires. Son premier documentaire Outotchkine survole Tartu (1912) est consacré à l'aviateur Sergueï Outotchkine. En 1915, lors de la Première Guerre mondiale, il est mobilisé en tant que membre des Forces de la défense. En 1916, il réalise l'un des premiers longs métrages estoniens, Karujaht Pärnumaal, œuvre satirique qui dénonce la stupidité des bureaucrates. Le film sera perdu.
Johannes Pääsuke meurt dans un accident de train à 25 ans.

## Filmographie
- Utotškini lendamised Tartu kohal (1912)
- Utotškini lend (1912)
- Tartu linn ja ümbrus" (1912)
- Ajaloolised mälestusmärgid Eestimaa minevikust  (1913)
- Retk läbi Setumaa (1913)
- Karujaht Pärnumaal (en) (1914)
- Bear Hunt in Pärnu County (1916)